# Cournanel
Cournanel – miejscowość i gmina we Francji, w regionie Oksytania, w departamencie Aude. Przez gminę przepływa rzeka Aude. 
Według danych na rok 1990 gminę zamieszkiwały 502 osoby, a gęstość zaludnienia wynosiła 79 osób/km² (wśród 1545 gmin Langwedocji-Roussillon Cournanel plasuje się na 520. miejscu pod względem liczby ludności, natomiast pod względem powierzchni na miejscu 942.).

## Zabytki
Zabytki w miejscowości posiadające status Monument historique:
- zamek biskupów z Alet (Château des évêques d'Alet)
- kościół Saint-Étienne (Église Saint-Étienne)